# Mar de Mandarache

El mar de Mandarache, junto a las colinas fundacionales.

El mar de Mandarache es el nombre con el que se conoce una laguna de agua salada que aislaba la zona del centro histórico de la ciudad de Cartagena de la Región de Murcia en España. Estaba localizada  al oeste de la ciudad. La antigua ciudad se situaba en una península conectada al continente por el este. Al sur del Mandarache se encuentra la bahía, que da salida al mar Mediterráneo. Hoy día se corresponde con la zona del Arsenal.

## Etimología
Mandarache parece provenir del idioma árabe como sostienen estudiosos como Alfonso Grandal, y su significado es fondeadero o puerto, pero otras teorías señalan que podría ser uno más de los topónimos traídos por los repobladores catalanes de los siglos XIII y XIV, afirmación sustentada en que en el puerto de Barcelona hay un lugar llamado de la misma forma. Otra teoría haría derivar «mandarache» del véneto mandracchio, que en esa lengua quiere decir precisamente «estero».[cita requerida]

## Historia
La disposición del lago posiblemente condicionó el poblamiento de la península en la Edad Antigua, que junto a las cinco colinas que la coronaban ayudaban a conceder al asentamiento una fácil defensa. Esto debieron intuir los mastienos y posteriormente los cartagineses, quienes convirtieron Qart Hadasht en la capital de sus dominios en Iberia.
En 209 a. C., durante la segunda guerra púnica, el ejército romano de Escipión el Africano aprovechó el fenómeno de la marea baja para dirigir un ataque al indefenso sector norte –la zona del estero– de la muralla atravesando el Mandarache, mientras que las fuerzas navales penetraban por el sector sur y tropas terrestres atacaban el istmo. Fruto de estos esfuerzos se produjo la conquista de la ciudad por los romanos.
Siglos más tarde, en el año 1732, el ingeniero militar Sebastián Feringán dio comienzo a las obras del Arsenal aprovechando parcialmente la desembocadura de la parte más abrigada de la laguna para la edificación del puerto militar. A la muerte de Feringán tomó el relevo Mateo Vodopich, quien lo concluyó en 1782.
Finalmente, el canal que abastecía el estero desde el mar de Mandarache fue desecándose por un proceso de colmatación. El estero pasó a ser entonces alimentado por diferentes ramblas, y al poder sólo desembocar en el mar por su parte occidental, la zona se convirtió en un pantano, llamado popularmente por este motivo El Almarjal, y que constituyó un foco de enfermedades como la malaria.
La veloz evaporación, la progresiva sedimentación y el desvío artificial hacia La Algameca de la rambla de Benipila, principal aporte de aquella pequeña laguna, condujeron a su eventual desaparición en el siglo XIX, gracias a lo cual Cartagena pudo expandir su centro urbano más allá de su asentamiento primitivo.

## Cultura popular
Mandarache es un nombre recurrente en Cartagena para agrupaciones o negocios, de modo que podemos encontrar así apodados, entre otros, un club de atletismo, uno de los principales centros comerciales de la ciudad, y el Premio Mandarache, organizado por el Ayuntamiento para promocionar la lectura entre los jóvenes.